# 1 Morski Batalion Strzelców

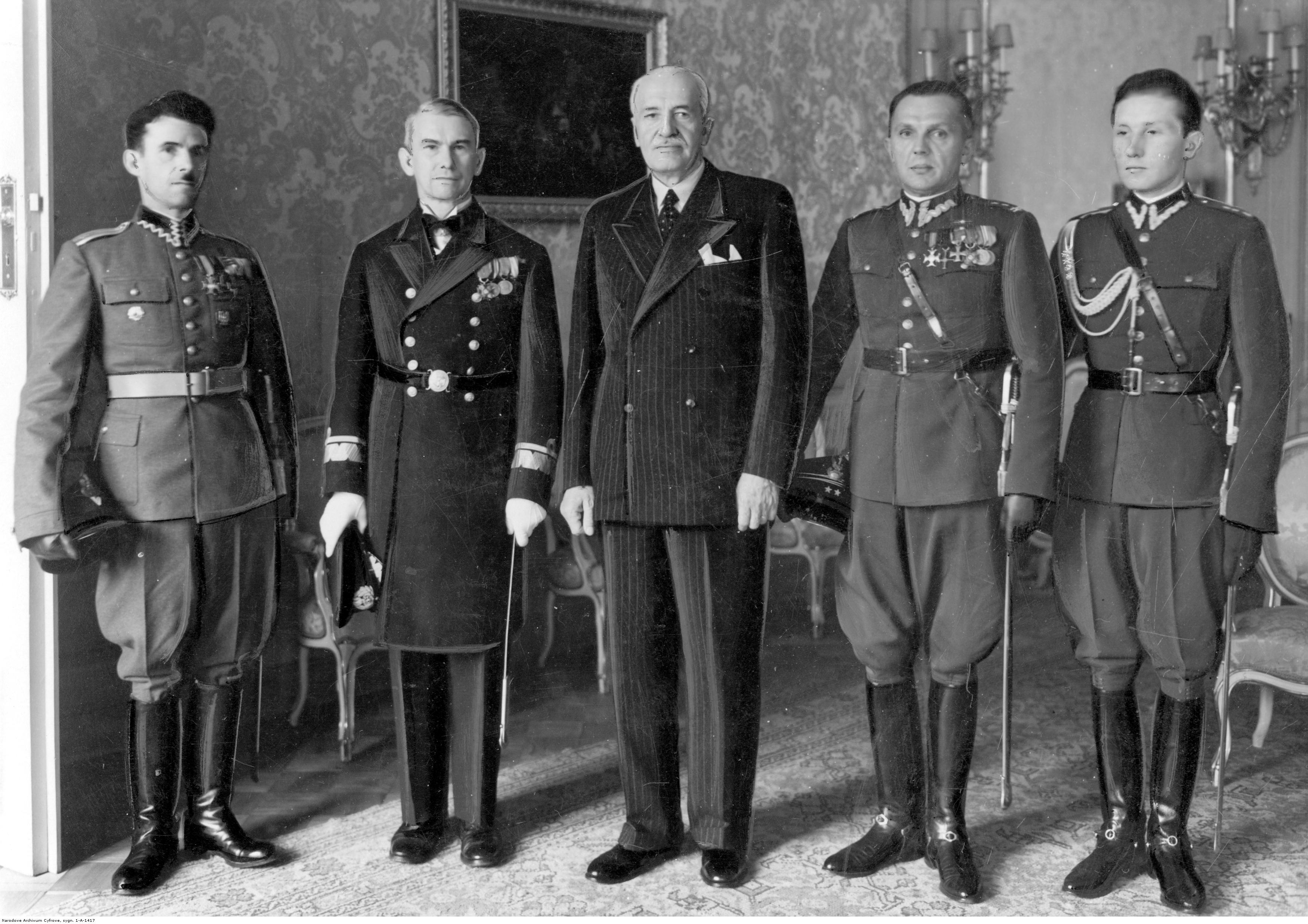
Delegacja 1 Batalionu Morskiego u prezydenta Mościckiego; październik 1937

1 Morski Batalion Strzelców – oddział piechoty Wojska Polskiego II RP.

## Historia batalionu
31 lipca 1931 roku na bazie baonu podchorążych rezerwy piechoty nr 10 w Gródku Jagiellońskim został zorganizowany Batalion Morski. W sierpniu 1931 roku baon został przetransportowany do Wejherowa i rozlokowany w pięciu blokach ówczesnego Krajowego Zakładu Opieki Społecznej. 15 sierpnia 1931 roku Minister Spraw Wojskowych wcielił do batalionu trzech absolwentów Szkoły Podchorążych Piechoty.
Batalion składał się z dowództwa, kwatermistrzostwa, kompanii administracyjnej, dwóch kompanii strzeleckich i dwóch kompanii karabinów maszynowych.
21 kwietnia 1932 roku Minister Spraw Wojskowych przydzielił do batalionu 26 poruczników i podporuczników rezerwy piechoty.
30 sierpnia 1932 roku generał dywizji Kazimierz Fabrycy, w zastępstwie Ministra Spraw Wojskowych, rozkazał Batalionowi Morskiemu przyjąć tradycje byłego I Batalionu Morskiego.
Do wiosny 1933 roku baon morski podlegał bezpośrednio dowódcy Floty w Gdyni. W kwietniu tego roku zostało utworzone Dowództwo Obrony Wybrzeża Morskiego. Na stanowisko dowódcy OWM został wyznaczony komandor dyplomowany Stefan Frankowski. Podporządkowano mu wszystkie oddziały wojska stacjonujące w rejonie Gdyni i na Półwyspie Helskim, w tym również baon morski.
26 marca 1934 roku minister spraw wojskowych marszałek Józef Piłsudski ustalił dzień 3 sierpnia dniem święta Batalionu Morskiego.
Na początku 1935 roku w batalionie utworzono trzecią kompanię strzelecką oraz plutony: artylerii piechoty, pionierów i łączności. Na uzbrojeniu plutonu artylerii piechoty znajdowały się dwie 75 mm armaty wz. 1897.
Z dniem 1 maja 1937 roku baon został przemianowany na 1 Batalion Morski, a 19 stycznia 1938 roku na 1 Morski Batalion Strzelców. Batalion podlegał dowódcy Obrony Wybrzeża Morskiego. Od lutego 1938 roku dowódcą batalionu był ppłk Kazimierz Pruszkowski.
W 1938 roku kompania ciężkich karabinów maszynowych pod dowództwem porucznika Antoniego Kowrygo, z pełnym stanem ludzi i koni oraz uzbrojeniem i sprzętem, została włączona w skład 2 Morskiego Batalionu Strzelców.
Na początku października przy 1 baonie została utworzona wspólna dla obu morskich batalionów strzelców kompania szkolna pod dowództwem kapitana Karola Różyckiego. Plutonem ckm w tej kompanii dowodził podporucznik Franciszek Kruszewski.
W 1939 roku batalion posiadał etatowo dwa 81 mm moździerze, dziewięć 46 mm granatników wz. 1936, dwanaście ciężkich karabinów maszynowych wz. 08, dwadzieścia siedem ręcznych karabinów maszynowych i dziewięć karabinów przeciwpancernych oraz dwie 75 mm armaty polowe i cztery 37 mm armaty przeciwpancerne wz. 1936.
W sierpniu 1939 roku, po przeprowadzonej mobilizacji, został przeformowany w 1 Morski Pułk Strzelców.
Tradycje Batalionu Morskiego kultywował 1 Morski Pułk Strzelców im. płk. Stanisława Dąbka, a w latach 2008–2014 – Gdyński Oddział Zabezpieczenia Marynarki Wojennej im. płk. Stanisława Dąbka.

## Żołnierze batalionu
Dowódcy batalionu
- ppłk piech. Karol Kurek (1931- 6 II 1935 → zastępca dowódcy 71 pp)
- ppłk dypl. Kazimierz Burczak (6 II 1935 – XI 1935 → dowódca 1 pp Leg.)
- ppłk dypl. Czesław Kopański (XI 1935 – II 1938 → zastępca dowódcy 49 pp)
- mjr / ppłk piech. Kazimierz Pruszkowski (14 II 1938 – 24 VIII 1939 → dowódca 1 mps)

Kwatermistrzowie batalionu (od 1938 roku – II zastępca dowódcy)
- mjr piech. Mieczysław Chamerski[13] (III 1932[14] – IV 1934 → dowódca baonu w 41 pp[15])
- mjr piech. Bolesław Dmochowski (od IV 1934[16])
- kpt. adm. (piech.) Tadeusz Deszyński[17] (do 24 VIII 1939 → kwatermistrz 1 mps)

Obsada personalna baonu w latach 1931–1932
W 1932 roku w batalionie pełniło służbę 20 oficerów zawodowych. Gwiazdką przy nazwisku oznaczono oficerów przeniesionych z byłego baonu podchorążych rezerwy piechoty nr 10.

1. ppłk piech. Karol Kurek* – dowódca baonu,
2. kpt. piech. Stanisław Jan Amirowicz*[20] (do 31 VIII 1935 → Szkoła Podchorążych Piechoty),
3. kpt. piech. Szczepan Kordaczuk*[21][22],
4. kpt. piech. Wacław Kuczajowski* (do XII 1932[23]),
5. kpt. piech. Stanisław Borysiewicz*[24][25][26],
6. por. piech. Konstanty Mizer*[27][28][29],
7. por. piech. Antoni Kasztelan* – adiutant baonu,
8. por. piech. Bolesław Jus*,
9. por. piech. Kazimierz VI Dąbrowski*[30],
10. por. piech. Bronisław Słomczyński*[31][32][33][34],
11. por. piech. Tadeusz Liberadzki*,
12. mjr piech. Mieczysław Chamerski – kwatermistrz,
13. por. piech. Stanisław Busiakiewicz[35],
14. por. piech. Stefan Wojciechowski,
15. ppor. piech. Antoni Kowrygo[36][37][38],
16. ppor. piech. Wacław Kubiak[39],
17. ppor. piech. Wacław Skubik[40][41],
18. kpt. lek. Władysław Rauch – starszy lekarz (od 1931[42]),
19. por. piech. Zygmunt Roch Paprocki (od 23 III 1932[43]),
20. por. gosp. Michał Drabicki – oficer płatnik (1932[18]).

## Obsada personalna batalionu
Organizacja i obsada personalna w 1939
Pokojowa obsada personalna batalionu w marcu 1939 roku:
- dowódca batalionu – ppłk Kazimierz Mieczysław Pruszkowski
- I zastępca dowódcy – mjr Józef Kusztra
- adiutant – kpt. Bronisław Słomczyński
- lekarz – kpt. lek. Kazimierz Dobrowolski
- II zastępca dowódcy (kwatermistrz) – kpt. adm. (piech.) Tadeusz Stanisław Deszyński
- oficer mobilizacyjny – kpt. adm. (piech.) Konstanty Mizer
- zastępca oficera mobilizacyjnego – vacat
- oficer administracyjno-materiałowy – kpt. Józef II Król
- oficer gospodarczy – por. int. Stanisław Sulatycki
- oficer żywnościowy – por. Wojciech Stachura
- dowódca plutonu gospodarczego i oficer taborowy – chor. Romuald Glejzer
- dowódca plutonu łączności – kpt. Stanisław Busiakiewicz
- dowódca plutonu pionierów – kpt. Mieczysław Hipolit Dąbrowski
- dowódca plutonu artylerii piechoty – kpt. art. Kazimierz Alfred Makarowski
- dowódca plutonu ppanc. – por. Włodzimierz Biernacki
- dowódca oddziału zwiadu – por Tadeusz Bolesław Dworzański
- dowódca 1 kompanii – kpt. Wacław Skubik
- dowódca plutonu – ppor. Władysław Zygmunt Kunikowski
- dowódca plutonu – ppor. Stanisław Skowron
- dowódca plutonu – chor. Stanisław Mąka
- dowódca 2 kompanii – por. Jan Penconek
- dowódca plutonu – ppor. Andrzej Chudy
- dowódca plutonu – ppor. Dywizjonizy Jan Rajcheld
- dowódca 3 kompanii – kpt. Tadeusz III Nowicki
- dowódca plutonu – por. Michał Spiegolski
- dowódca plutonu – ppor. Ireneusz Ornoch
- dowódca plutonu – ppor. Alfons Bruno Olkiewicz
- dowódca kompanii km – por. Tadeusz Kazimierz Witoszyński
- dowódca plutonu – por. Marian Adam Jackowski
- dowódca plutonu – ppor. Jerzy Rafat Alfred Aleksandrowicz
- dowódca plutonu – ppor. Henryk Rybarczyk
- dowódca plutonu – ppor. Władysław Rólski
- dowódca plutonu – chor. Józef Kudliniec
- na kursie – por. Tadeusz Stanisław Żeglicki

Morski Pluton Chemiczno-Gazowy
- dowódca – por. Feliks Stanisław Domaszewski

## Barwy batalionu

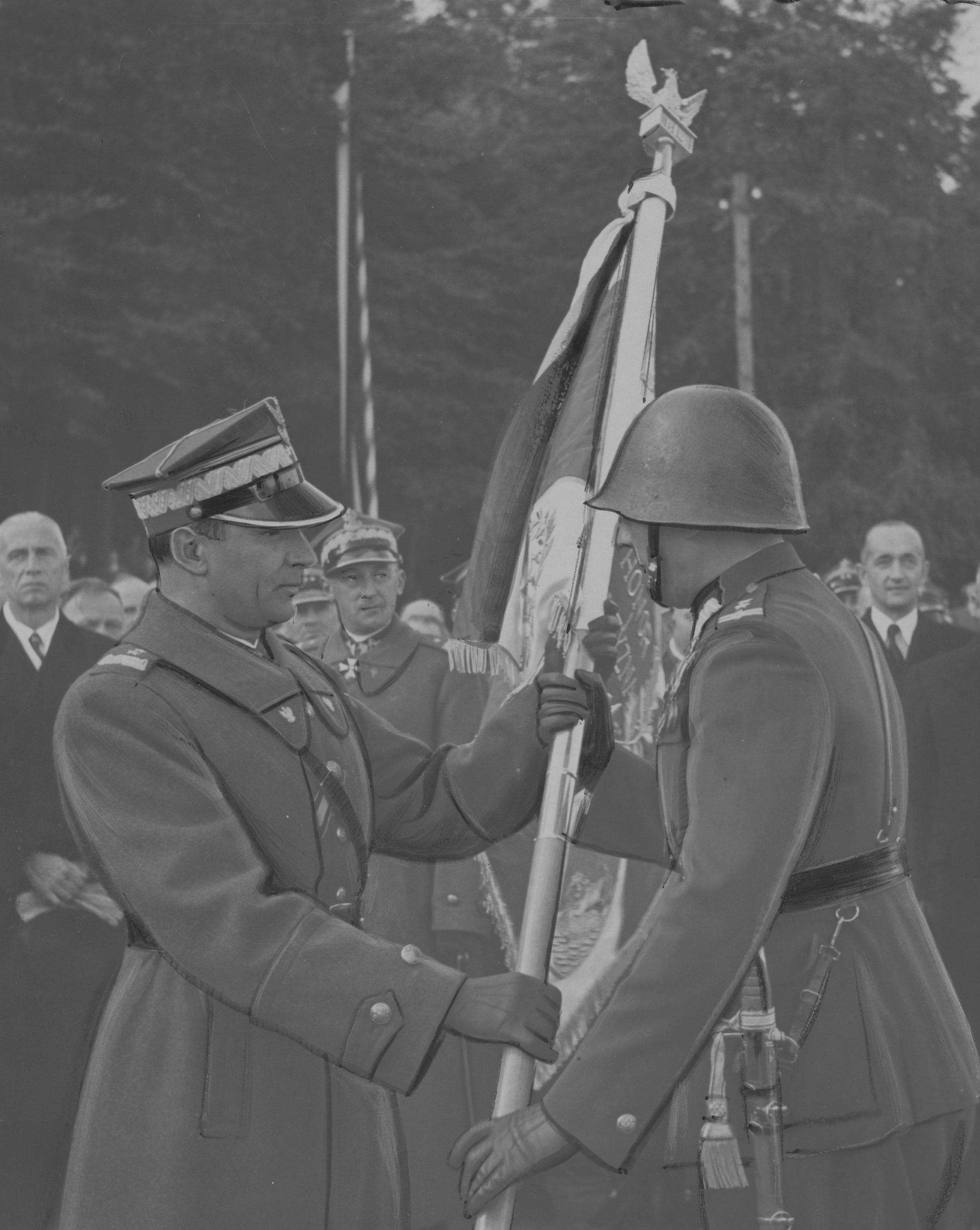
Gen. dyw. Tadeusz Kasprzycki wręcza sztandar, ufundowany przez społeczeństwo powiatu wejherowskiego, dowódcy 1 Morskiego Batalionu Strzeleców ppłk. Czesławowi Kopańskiemu. Z lewej widoczny wojewoda pomorski Władysław Raczkiewicz

24 czerwca 1937 roku prezydent Rzeczypospolitej Polskiej Ignacy Mościcki zatwierdził wzór sztandaru dla 1 Baonu Morskiego. Sztandar miał być wykonany zgodnie ze wzorem określonym w rozporządzeniu Prezydenta Rzeczypospolitej z dnia 13 grudnia 1927 roku o godłach i barwach państwowych oraz o oznakach, chorągwiach i pieczęciach. Na lewej stronie płatu sztandarowego umieszczony został:
- w prawym górnym rogu na tarczy – wizerunek Matki Boskiej Swarzewskiej,
- w lewym górnym rogu na tarczy – godło miasta Wejherowa,
- w prawym dolnym rogu na tarczy – godło miasta Pucka,
- w lewym dolnym rogu na tarczy – gryf kaszubski,
- na górnym ramieniu krzyża kawalerskiego napis „Susk – Nowa Wieś 3.VIII.1920”,
- na dolnym ramieniu krzyża kawalerskiego napis: „Zabiele 4.VIII.1920”,
- na lewym ramieniu krzyża kawalerskiego napis: „Makrew 8.VIII.1920”,
- na prawym ramieniu krzyża kawalerskiego napis: „Ćwiklin 17.VIII.1920”[46].

17 października 1937 roku w Wejherowie minister spraw wojskowych, generał dywizji Tadeusz Kasprzycki, w imieniu prezydenta RP, wręczył sztandar 1 Morskiemu Batalionu Strzelców. Ceremonia poświęcenia i wręczenia sztandaru była połączona z przysięgą żołnierzy batalionu na sztandar oraz uroczystym wręczeniem jednostce jedenastu ciężkich karabinów maszynowych, ufundowanych przez społeczeństwo powiatu morskiego, a także aktem wręczenia dowódcy batalionu przez delegację Okręgu Morskiego Stowarzyszenia „Rodzina Wojskowa” księgi pamiątkowej, oprawionej w skórę, przeznaczonej na kronikę oddziału. Rodzicami chrzestnymi sztandaru byli: burmistrz Wejherowa, Teodor Bolduan i Maria Róża Frankowska, ówczesna żona komandora dyplomowanego Stefana Frankowskiego. Biskup pomorski Stanisław Okoniewski odprawił mszę świętą oraz poświęcił sztandar batalionu i każdy z ofiarowanych karabinów maszynowych.
W czasie kampanii wrześniowej 1939 roku sztandar pozostawał pod opieką kapitana Tadeusza Deszyńskiego, chorążego Stanisława Mąki i sierżanta Władysława Gliszczyńskiego. Z relacji kapitana Deszyńskiego wynika, że został on zamurowany w szybie wentylacyjnym jednego z domów mieszkalnych na terenie koszar na Oksywiu. Poszukiwania sztandaru, prowadzone w latach 1962–1967 przez pułkownika Kazimierza Pruszyńskiego i plutonowego Władysława Gada zakończyły się niepowodzeniem. Do chwili obecnej sztandaru nie udało się odnaleźć.
25 września 1937 roku minister spraw wojskowych, generał dywizji Tadeusz Kasprzycki, zatwierdził wzór i regulamin odznaki pamiątkowej 1 Batalionu Morskiego.
Odznaka o wymiarach 40 × 40 mm ma kształt krzyża stylizowanego, dekorowanego emalią żółtą i granatową z nałożoną w środku tarczą z symbolicznym zarysem lądu i morza. Pionowo ustawiony miecz, na którego tle godło państwa wzór 1927 symbolizuje dewizę batalionu „Straż nad polskim wybrzeżem”. Odznaka trzyczęściowa, tłoczona w tombaku i emaliowana.
14 września 1932 roku minister spraw wojskowych, marszałek Polski Józef Piłsudski wprowadzając „zmiany w umundurowaniu dla oficerów, podoficerów i szeregowców”, nałożył na żołnierzy Batalionu Morskiego obowiązek noszenia na naramiennikach kotwicy, według wzoru ustalonego w 1924 roku dla personelu Morskiego Dywizjonu Lotniczego (dla oficerów – srebrnej, haftowanej, a dla szeregowych z białego metalu).
4 marca 1938 roku minister spraw wojskowych generał dywizji Tadeusz Kasprzycki zarządził noszenie przez żołnierzy batalionu na kołnierzach kurtek i płaszczy emblematu wyobrażającego kotwicę. Emblemat ten dla oficerów i chorążych był haftowany nićmi metalowymi, oksydowanymi na stare srebro, a dla pozostałych podoficerów i szeregowców był wykonany z białego matowanego metalu. Jednocześnie minister zezwolił podoficerom zawodowym na noszenie przy ubiorze poza służbowym emblematów haftowanych.